# Миронов, Сергей Иванович (тренер)
Сергей Иванович Миронов (род. 4 января 1962, Москва) — советский, российский спортсмен и тренер по современному пятиборью. Мастер спорта СССР (1980).

## Биография
Сергей Иванович Миронов родился 4 января 1962 года в Москве.
Родители: Тамара Дмитриевна Миронова (1928—2017), работала мастером по пошиву верхней одежды.
Иван Васильевич Миронов (1928—1989), сотрудник милиции ГУВД г. Москвы.
С 1972 по 1976 год занимался плаванием в бассейне Дворца юных пионеров Москвы в группе заслуженного тренера СССР Льва Николаевича Порозова, воспитавшего олимпийскую чемпионку в плавании на 200 м брассом Марину Кошевую. В 1975 году выполнил 1 взрослый разряд на дистанции 800 и 1500 м вольным стилем. В апреле 1977 году начал заниматься современным пятиборьем в экспериментальной группе олимпийского резерва спортивного общества «Спартак» (ДЮШОР по современному пятиборью и конному спорту) на КСБ «Планерная» (впоследствии Олимпийский учебно-спортивный центр «Планерная») под руководством олимпийского чемпиона Виктора Александровича Минеева, тренеры: заслуженный тренер РСФСР Виктор Васильевич Панов, заслуженный тренер СССР Евгений Петрович Талаев, заслуженный тренер СССР Константин Федорович Кулагин.
В 1985 году окончил Государственный центральный ордена Ленина институт физической культуры по специализации «тренер-преподаватель по физической культуре и спорту».
С 1982 по 1984 годы выступал за Вооружённые Силы СССР (Московский военный округ). После завершения карьеры спортсмена перешёл на тренерскую работу.
В период с 1986 по 1996 год работал тренером на ОУСЦ «Планерная» (Московская область, Химки). В то время здесь была организована группа женского пятиборья под руководством заслуженного мастера спорта СССР Виктора Минеева, тренеры: мастер спорта СССР Алексей Михайлович Карташов (впоследствии заслуженный тренер России), заслуженный тренер РСФСР Борис Петрович Козлов, заслуженный тренер СССР В. Ф. Заика.
С 1996 по 2009 годы проходил службу в МВД. Начинал с должности милиционера-водителя в 1-м полку патрульно-постовой службы милиции ГУВД г. Москвы в звании младшего сержанта милиции. Работал на различных должностях в службе криминальной милиции. Вышел в отставку в звании майора милиции с должности старшего оперуполномоченного.
С 2011 года работает тренером по современному пятиборью СДЮСШОР «Северный» отделение «Планерная» (Олимпийский учебно-спортивный центр «Планерная») вместе с Посудниковым Владимиром Александровичем и Стрелковой Екатериной Сергеевной.
C 2019 года тренер ГБУ Московской области «СШОР по летним видам спорта» отделения современного пятиборья на ОУСЦ «Планерная» (тренеры: Шуин Александр Николаевич, Шуин Сергей Александрович, Посудников Владимир Александрович).

## Достижения
В период работы тренером им подготовлены:
- Марина Колонина — заслуженный мастер спорта России, чемпионка мира и Европы (1999), многократный призёр чемпионатов России. Победитель соревнований на Кубок СССР в личном первенстве и эстафете (1990) и Кубка России (2004) в личном зачете.
- Екатерина Болдина — мастер спорта России международного класса, серебряный призёр чемпионата Европы (1993), двукратная чемпионка СССР (1988 в личном первенстве, 1990 в команде), первая чемпионка России (1993) в личном первенстве.
- Татьяна Литвинова — мастер спорта СССР, чемпионка СССР в команде (1990), вице-чемпионка СССР (1988 лично). Обладатель Кубка СССР в эстафете и бронзовый призе в личном первенстве (1990).
- Елена Городкова — мастер спорта СССР, бронзовый призёр чемпионата мира среди юниоров (1990), серебряный призёр молодёжного первенства СССР (1988). Обладатель Кубка СССР в командном зачете и серебряный призёр в личном первенстве (1990).
- Котельникова А. Н. — мастер спорта СССР, неоднократный призёр чемпионатов Москвы, участница Игр Доброй Воли (1986).
- Мартиросова И. — кандидат в мастера спорта СССР, участница Игр доброй воли (1986).
- Малышев Максим — кандидат в мастера спорта России. Двукратный чемпион мира и чемпион Европы среди юношей (2021) в командном первенстве и эстафете. Вице-чемпион Спартакиады учащихся России (2022) в личном первенстве. Серебряный призер Первенства России (кадеты «А») (2023) в смешанной эстафете (команда Московской области: Тельнова Марина, Малышев Максим).
- Пепанян Валерия — кандидат в мастера спорта России. Победитель Первенства Московской области по четырехборью (2017) в личном первенстве.
- Чистякова Анастасия — мастер спорта России, Чемпионка Европы (2021) в эстафете, чемпионка России в личном первенстве (2021), двукратная чемпионка России в эстафете (2019, 2022). Обладатель Кубка России в личном первенстве (2023).

## Спортивные звания
- 1-й взрослый разряд по плаванию (1975)
- Мастер спорта СССР по современному пятиборью (присвоено 8 февраля 1980 года, удостоверение № 160834)

## Ведомственные награды
- Знак «За верность долгу» (МВД) (2007)
- Медаль «За отличие в службе» (МВД) (2005)
- Медаль «За службу в разведке» (МВД) (2015)
- Знак «Отличник милиции» (МВД) (1998)